# Landeplagen
Landeplagen var et dansk musikprogram og dokumentarserie på DR2 fra 2010, som omhandlede en række danske sange fra 1960 (Bent Fabricius-Bjerres "Alley Cat") til 2004 (Nik og Jays "Lækker"). Programmets vært var Jacob Riising, der gennemgik sangenes historie og betydning. I programmet medvirkede desiden en række andre personer, som udtalte sig om sangene, disse inkluderede Aquas sangskriver Søren Rasted, DR PigeKorets chefdirigent Michael Bojesen, P3's musikekspert Henrik Milling, Politikens anmelder Erik Jensen og retoriker Sten Høge.

## Afsnit
| Nr. | Sang                                      | År   | Kunstner                       |
| --- | ----------------------------------------- | ---- | ------------------------------ |
| 1   | "Kom tilbage nu"                          | 1985 | Danseorkestret                 |
| 2   | "Vent på mig"                             | 2001 | Peter Frödin & Jimmy Jørgensen |
| 3   | "Bag duggede ruder"                       | 1983 | tv·2                           |
| 4   | "Vi maler byen rød"                       | 1989 | Birthe Kjær                    |
| 5   | "Let Your Fingers Do the Walking"         | 1993 | Sort Sol                       |
| 6   | "Kender du det?"                          | 1975 | Søren Kragh-Jacobsen           |
| 7   | "Han får for lidt"                        | 1996 | Østkyst Hustlers               |
| 8   | "Sunshine Reggae"                         | 1983 | Laid Back                      |
| 9   | "Vuffeli-vov"                             | 1977 | Shu-bi-dua                     |
| 10  | "Det er mig der står herude og banker på" | 1988 | Thomas Helmig                  |
| 11  | "Dub-I-Dub"                               | 1995 | Me & My                        |
| 12  | "Alley Cat"                               | 1960 | Bent Fabricius-Bjerre          |
| 13  | "Lækker"                                  | 2004 | Nik & Jay                      |
| 14  | "Mormors kolonihavehus"                   | 1978 | Eva Madsen                     |
| 15  | "Barbie Girl"                             | 1997 | Aqua                           |